# Episodi di Hopalong Cassidy (seconda stagione)
La seconda stagione della serie televisiva Hopalong Cassidy è andata in onda negli Stati Uniti dal 9 ottobre 1953 al 2 aprile 1954 in syndication.
| nº | Titolo originale        | Prima TV USA     |
| -- | ----------------------- | ---------------- |
| 1  | The Devil's Idol        | 9 ottobre 1953   |
| 2  | The Sole Survivor       | 16 ottobre 1953  |
| 3  | The Valley Raiders      | 23 ottobre 1953  |
| 4  | Twisted Trails          | 30 ottobre 1953  |
| 5  | The Last Laugh          | 6 novembre 1953  |
| 6  | The Jinx Wagon          | 13 novembre 1953 |
| 7  | Illegal Entry           | 20 novembre 1953 |
| 8  | Gypsy Destiny           | 27 novembre 1953 |
| 9  | Arizona Troubleshooters | 4 dicembre 1953  |
| 10 | Death by Proxy          | 11 dicembre 1953 |
| 11 | Frontier Law            | 18 dicembre 1953 |
| 12 | Don't Believe in Ghosts | 25 dicembre 1953 |
| 13 | The Renegade Press      | 1º gennaio 1954  |
| 14 | Double Trouble          | 8 gennaio 1954   |
| 15 | Copper Hills            | 15 gennaio 1954  |
| 16 | New Mexico Manhunt      | 22 gennaio 1954  |
| 17 | The Outlaw's Reward     | 29 gennaio 1954  |
| 18 | Grubstake               | 2 febbraio 1954  |
| 19 | Steel Trails West       | 12 febbraio 1954 |
| 20 | Silent Testimony        | 19 febbraio 1954 |
| 21 | 3-7-77                  | 26 febbraio 1954 |
| 22 | Masquerade for Matilda  | 5 marzo 1954     |
| 23 | Frame-Up for Murder     | 12 marzo 1954    |
| 24 | The Black Sombrero      | 19 marzo 1954    |
| 25 | The Emerald Saint       | 26 marzo 1954    |
| 26 | Tricky Fingers          | 2 aprile 1954    |

## The Devil's Idol
- Prima televisiva: 9 ottobre 1953

### Trama
- Guest star: Danny Mummert (Ralph Higgins), Harry Harvey (Ed Garver), Don C. Harvey (Burke Ramsey), Nolan Leary (Rev. Edward Adams), Ron Hagerthy (Johnny Bolton)

## The Sole Survivor
- Prima televisiva: 16 ottobre 1953

### Trama
- Guest star: Harry Hines (John Henderson), David Bruce (Dick Madden), Dorothy Green (Carol Madden), Kenneth R. MacDonald (sceriffo Gordon), Richard Reeves (Fred Loomis)

## The Valley Raiders
- Prima televisiva: 23 ottobre 1953

### Trama
- Guest star: Lyle Talbot (Stephen Roberts), Henry Rowland (Morgan), Harte Wayne (dottore)

## Twisted Trails
- Prima televisiva: 30 ottobre 1953

### Trama
- Guest star: Rusty Wescoatt (Bart), Wheaton Chambers (cassiere), George Spaulding (Herb Dougherty), Lane Bradford (Buckley), Gloria Talbott (Pat Dougherty), Richard Farmer (Gale), Herbert Lytton (Frank Walton)

## The Last Laugh
- Prima televisiva: 6 novembre 1953

### Trama
- Guest star: Jean Dean (Betty Black), John Crawford (Sid Michael), Alan Wells (Don Moore), Edgar Dearing (Richard Wald), Edward Clark (sindaco Hiram Tilden)

## The Jinx Wagon
- Prima televisiva: 13 novembre 1953

### Trama
- Guest star: Michael Thomas (Jeff Clemens), Kathy Case (Ginny Clemens), Paul E. Burns (Sandy Morgan), Myron Healey (Rick Bayless), Steve Conte (Lait), Thurston Hall (Dan Clemens)

## Illegal Entry
- Prima televisiva: 20 novembre 1953
- Diretto da: George Archainbaud
- Scritto da: Harrison Jacobs

### Trama
- Guest star: Larry Hudson (Jim Morgan), Paul Marion (capitano Moreno), Spencer Chan (Sing Lee), Frank Hagney (Grimes), Harry Lauter (Cal Foster), Emerson Treacy (Wilberforce Lawrence Edgemont)

## Gypsy Destiny
- Prima televisiva: 27 novembre 1953

### Trama
- Guest star: Frank Lackteen (King Lasho), John Merton (Charlie Mitchell), Belle Mitchell (Mother Kiomi), Pilar Del Rey (Marella), Robert Cabal (Artaro), Paul Richards (Jeff)

## Arizona Troubleshooters
- Prima televisiva: 4 dicembre 1953

### Trama
- Guest star: Ned Davenport (Frank Sawyer), Gregg Barton (Jack Lawson), Howard Negley (Big John Bragg), Mort Mills (George Byers), Richard Avonde (Turk Shanns), Nan Leslie (Jane Sawyer)

## Death by Proxy
- Prima televisiva: 11 dicembre 1953

### Trama
- Guest star: John Deering (impiegato banca), Charles Cane (Frank Samuels), Pierce Lyden (Burke), Duane Grey (Slade), Fred Sherman (Doc Weston), Paul Richards (Jim Adams)

## Frontier Law
- Prima televisiva: 18 dicembre 1953

### Trama
- Guest star: Marshall Reed (Rawhide Carney), Pierre Watkin (Henry Warren), Barbara Knudson (Jenny Warren), Robert Griffin (Buck Staley), William Henry (Clay Morgan), Dan White (Bearcat Smith)

## Don't Believe in Ghosts
- Prima televisiva: 25 dicembre 1953

### Trama
- Guest star: Stanley Blystone (sceriffo Lane), Almira Sessions (Miss Kerner), Steve Pendleton (Frank Ellis), Carleton Young (Henry Grant), Aline Towne (Dorothy Murdock), Anthony Sydes (Billy Murdock)

## The Renegade Press
- Prima televisiva: 1º gennaio 1954

### Trama
- Guest star: I. Stanford Jolley (Wade), Lou Nova (Jim Woods), William Phillips (Frank Harrison), Terry Frost (Steve), William Fawcett (Tom McLean), Rick Vallin (Ramon Torres)

## Double Trouble
- Prima televisiva: 8 gennaio 1954
- Diretto da: Derwin Abbe
- Scritto da: Joe Richardson

### Trama
- Guest star: Donald Novis (Monte Kane), John Pickard (Trig Dawson), Robert Knapp (Ted Gray), Sam Flint (Ollie Gray), Charlita (Maria Martinez), Victor Millan (Jose Martinez)

## Copper Hills
- Prima televisiva: 15 gennaio 1954

### Trama
- Guest star: Paul Birch (Nat Burnham), Earle Hodgins (Picture Pete), Lee Roberts (Leeds), Edwin Rand (constable Martin), George D. Wallace (Judson Rush), Joseph Waring (Tommy Red Arrow)

## New Mexico Manhunt
- Prima televisiva: 22 gennaio 1954
- Diretto da: George Archainbaud
- Scritto da: William Lively

### Trama
- Guest star: House Peters, Jr. (Dakota), Dolores Mann (Marian), Leslie O'pace (Sam Hardin), Russ Conway (Frank Bent), Raymond Hatton (Soakie), Douglas Kennedy (Stacy Keller)

## The Outlaw's Reward
- Prima televisiva: 29 gennaio 1954

### Trama
- Guest star: William Haade (Al), Elaine Riley (Nancy Mathews), Griff Barnett (Charles Scott), John Alvin (Frank Prescott), Harlan Warde (dottor Glenn Scott), Denver Pyle (Vic James)

## Grubstake
- Prima televisiva: 2 febbraio 1954

### Trama
- Guest star: Timothy Carey (Dan Warner), Robert Paquin (Trem Hardy), Gladys George (Mrs. Turner), Percy Helton (Bummer Lowe), Christopher Dark (dottor Sheldon Lowe), Michael Fox (Bruce Fane)

## Steel Trails West
- Prima televisiva: 12 febbraio 1954

### Trama
- Guest star: Don Kennedy (Bob Murdock), Lewis Martin (Jim Taggart), Robert Bice (Sam Murdock), Richard Powers (Bill Bricker)

## Silent Testimony
- Prima televisiva: 19 febbraio 1954

### Trama
- Guest star: Steve Clark (Marshal), Keith Richards (Pike Jennings), Richard H. Cutting (Jason Rand), Vicki Raaf (Trixie Brown), Hank Patterson (Pop Alston), James Best (Rick Alston)

## 3-7-77
- Prima televisiva: 26 febbraio 1954

### Trama
- Guest star: Bud Osborne (conducente della diligenza), Dick Rich (Earl Fox), Leonard Penn (Sam Wade), Ted Stanhope (Chad Young), James Seay (David Barnett), James Anderson (sceriffo Ray Barnett)

## Masquerade for Matilda
- Prima televisiva: 5 marzo 1954

### Trama
- Guest star: Frank Marlowe (Breck), Roy Barcroft (constable Tom Gorham), Zon Murray (Jeb), George Keymas (Nail), Hazel Keener (Matilda Harron), Phil Tead (Samuel Harron)

## Frame-Up for Murder
- Prima televisiva: 12 marzo 1954

### Trama
- Guest star: Harry Hayden (dottore), Robert Knapp (Brenner), Ray Walker (Morse), William Henry (tenente Rex Melton)

## The Black Sombrero
- Prima televisiva: 19 marzo 1954

### Trama
- Guest star: Anthony Roux (servo), Forrest Taylor (giudice), Edward Colmans (Felix Sanchez), Larry Hudson (Carter), Duane Grey (Belker), Morris Ankrum (John Preston/Jose Hernandez), Cajan Lee (Dorothy Preston), Rick Vallin (Marco Rodriguez)

## The Emerald Saint
- Prima televisiva: 26 marzo 1954
- Diretto da: George Archainbaud
- Scritto da: J. Benton Cheney

### Trama
- Guest star: Julia Montoya (donna messicana), Ted Bliss (Wilks), Salvador Baguez (Jose), Jack Ingram (Frazer), Anna Navarro (Lola Alvarez), Don Alvarado (Don Miguel Alvarez), George D. Wallace (Sam Chapman/Jim Forrester)

## Tricky Fingers
- Prima televisiva: 2 aprile 1954

### Trama
- Guest star: Marjorie Lord (Adele Keller), Mark Dana (Harry Keller), Stanley Andrews (Albert Biggs))